# Position du Mont des Fourches

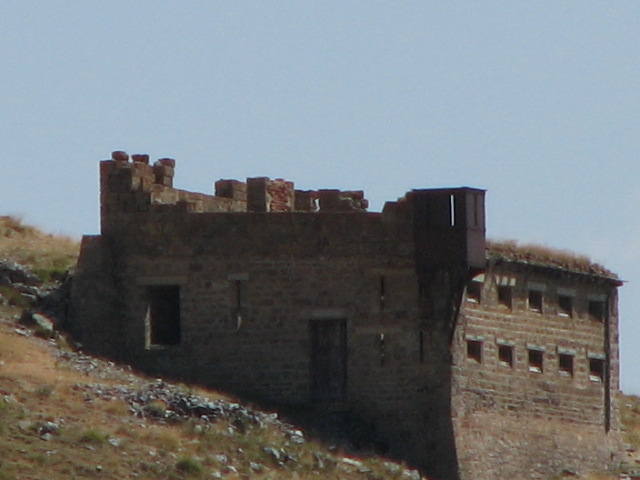

La position du Mont-des-Fourches est un ensemble de blockhaus et d'emplacements de batteries aménagés à partir de 1889 dans le cadre du système Séré de Rivières. Elle pouvait communiquer par télégraphie optique avec les autres blockhaus de Las Planas et de la position de Pelousette, depuis le poste optique aménagé dans le blockhaus du sommet des Fourches.
Avant la Seconde Guerre mondiale, cette position a été intégrée dans l'avant-poste du Col-des-Fourches du secteur fortifié du Dauphiné (une partie de la ligne Maginot) mais avec de nombreux aménagements.
La position du Mont-des-Fourches ne doit pas être confondue avec le fort des Fourches de la place forte de Langres ou avec la redoute des Fourches de la place de Cherbourg.

## Situation
La position des Fourches s'étire sur plus d'un kilomètre, entre le lieu-dit Ventabren (à 2 387 mètres d'altitude), au nord du col des Fourches, et le mont des Fourches (à 2 342 m) au sud.

## Mission
La position du Mont-des-Fourches avait pour mission la défense du col des Fourches et du vallon de Salso Moreno jusqu'à sa confluence avec la Tinée à hauteur du hameau du Pra.
Avec les deux autres blockhaus de la position de Pelousette et de Las Planas (ou de la Tête-de-Vinaigre), elle constituait le masque défensif du système défensif Séré de Rivières en Haute-Tinée pour assurer la défense des cols de Restefond et des Granges-Communes.
En juin 1940, elle aurait dû accueillir deux batteries d'artillerie de deux canons de 65 mm M (de montagne) chacune, mais elles ne purent y être acheminées en raison de l'enneigement et furent mises en place à proximité du petit ouvrage du Col-de-Restefond.

## Composition
La position était composée de trois blockhaus et de trois batteries. On trouvait ainsi, du nord au sud :
- Le blockhaus de Ventabren. Il s'agit en fait d'un simple casernement pour vingt-cinq hommes destiné à empêcher les infiltrations depuis le Salso Moreno en direction de la position de Pelousette par l'itinéraire que suit approximativement aujourd'hui le chemin de randonnée. Construit à partir de 1897, il est de forme rectangulaire avec une façade nord aveugle et protégée par un massif de pierres sèches pour la protéger des éventuels tirs d'artillerie. Les trois autres façades étaient percées de créneaux de tir et deux portes avaient été aménagées face au sud. Occupé régulièrement jusqu'à la première guerre mondiale, il ne semble pas avoir été utilisé ni entretenu par la suite. En effet, contrairement au blockhaus de la Cime de Pelousette, il est pratiquement en ruines jusqu'aux fondations. À noter enfin la présence, juste en bas du blockhaus, du bloc autonome, dit bloc de Ventabren, construit dans les derniers mois avant la seconde guerre mondiale et faisant partie de l'avant-poste du Col-des-Fourches.
- Une batterie d'artillerie à l'emplacement de l'avant-poste du Col-des-Fourches dont il ne reste aujourd'hui aucune trace.
- Un blockhaus non dénommé situé entre le col des Fourches et le mont des Fourches, à peu près à mi-distance. Construit à partir de 1898, il s'agit aussi d'un simple casernement mais dont le plan différait sensiblement de celui du blockhaus de Ventabren. En effet, seule sa façade ouest était percée de créneaux de fusillade, les autres étant pratiquement enterrées ou adossées à des rochers. Les portes avaient été aménagées sur deux façades opposées, à proximité de deux rampes d'escaliers qui conduisaient à une plate-forme aménagée sur un rocher et qui devait servir de position de tir pour l'infanterie. Ce blockhaus est aujourd'hui totalement en ruines.
- Une deuxième batterie d'artillerie, à mi-distance entre le col et le mont des Fourches mais sur la pente Est du massif, surplombant le Salso Moreno.
- Une troisième batterie, au sommet et juste avant le blockhaus. On en voit toujours les murs de soutènement.
- Le blockhaus du Mont des Fourches qui domine tous les environs avec son échauguette en tôle d'acier dont les éléments sont boulonnés afin de pouvoir être transportés à dos de mulet[3]. Construit à partir de 1898 et remanié en 1903-1905[4] il est plus imposant que les deux autres blockhaus de la position. On trouve à l'intérieur une chambrée pour cinquante hommes en deux travées de lits de camps superposés ainsi que, légèrement surélevées, une cuisine et la chambre d'officier. Au-dessus de l'ensemble, un toit en terrasse servait de plate-forme de tir pour les fantassins et desservait aussi l'échauguette situé en encorbellement dans l'angle nord-ouest ; les murs crénelés qui entouraient le toit-terrasse ont aujourd'hui disparu. On accédait à cette terrasse par des échelons de barreaux métalliques fixés contre le mur d'une tour carrée située dans l'angle sud-est, à côté de la chambre de l'officier, et qui assurait le flanquement de deux côtés du blockhaus. La façade ouest était percée de créneaux de tir verticaux, l'accès s'effectuant depuis deux portes donnant sur la chambrée. La façade ouest avait quant à elle deux niveaux superposés de créneaux horizontaux.
- Au sommet du mont des Fourches, une petite construction en pierres sèches, sans toiture, percée d'un étroit créneau horizontal qui fait penser à un poste d'observation[3].

## Les combats
En juin 1940 puis en septembre 1944 des combats se sont déroulés autour de l'avant-poste du Col-des-Fourches et jusqu'au bloc de Ventabren mais il ne semble pas qu'ils se soient étendus jusqu'au blockhaus des Fourches.

## État actuel

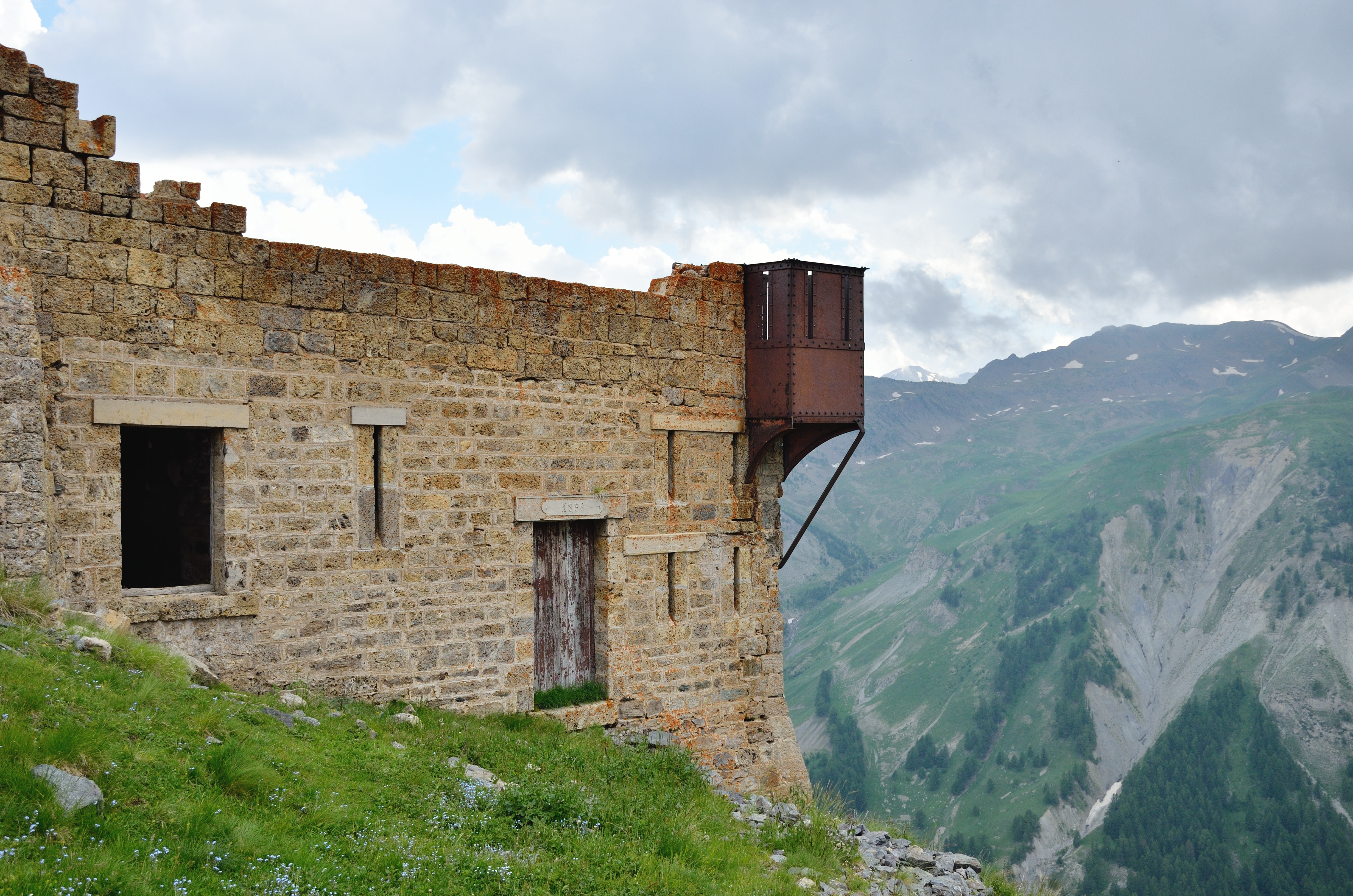
Le fortin et son échauguette

À l'exception du blockhaus du Mont-des-Fourches, il ne reste pratiquement aucune trace des autres aménagements. Le blockhaus du Mont-des-Fourches n'est pas en ruine mais dans un état d'abandon total. Cette situation laisse à craindre pour l'avenir de l'échauguette qui, selon le lieutenant-colonel Truttmann, « est la dernière échauguette de la longue histoire de la fortification ».

### Sources
- Henri Beraud, La Seconde Guerre Mondiale dans les Hautes-Alpes et l'Ubaye., Gap, Societe d'etudes des Hautes-Alpes, 1990, 238 p. (ISBN 978-2-856-27011-0, OCLC 145022645).
- Marco Frijns, Luc Malchair, Jean-Jacques Moulins et Puelinckx Jean, Index de la fortification française 1874-1914, Autoédition, 2008.
- Philippe Lachal, Fortifications des Alpes : leur rôle dans les combats de 1939-1945 : Ubaye, Ubayette, Restefond, L'Argentière La Bessée, Fournel, 2006, 303 p. (ISBN 978-2-915-49330-6).
- Général Étienne Plan et Eric Lefevre, La bataille des Alpes, 10-25 juin 1940 : l'armée invaincue, Paris, C.-Lavauzelle, 1982, 106 p. (ISBN 978-2-702-50008-8).
- Claude Raybaud, Fortifications de l'époque moderne dans les Alpes-Maritimes, Nice, Serre, coll. « Ancre solaire », 1992, 87 p. (ISBN 978-2-864-10155-0).
- Philippe Trutmann, la Barrière de Fer, L'architecture des forts du général Séré de Rivières (1872-1914), Gérard Klopp Éditeur, Thionville, 2000.
- Philippe Truttmann, Les derniers châteaux-forts : les prolongements de la fortification médiévale en France : 1634-1914, Thionville, G. Klopp, 1993, 253 p. (ISBN 978-2-906-53575-6 et 978-2-906-53575-6, OCLC 464968554).